# Friedrich Schorlemmer
Friedrich Schorlemmer, né le 16 mai 1944 à Wittenberge et mort le 8 septembre 2024 à Berlin, est un théologien protestant allemand. Membre éminent du mouvement des droits civiques en République démocratique allemande, il a poursuivi son engagement politique après la réunification allemande en 1990.

## Biographie

### Premières années
Né à Wittenberge sur l'Elbe, Friedrich Schorlemmer a grandi dans la petite ville de Werben dans la région d'Altmark, juste au sud de celle-ci. Comme il est fils d'un pasteur protestant, les autorités est-allemandes lui interdisent de passer l'équivalent du bac dans une école secondaire publique, mais il réussit tout de même à la passer dans un centre de formation pour adultes. Pacifiste, il refuse de faire son service militaire. De 1962 à 1967, il étudie la théologie à l'université Martin-Luther de Halle.

### Carrière professionnelle
Jeune diplômé, il devient pasteur proposant à Halle et directeur des études dans une résidence universitaire. Après sa consécration en 1970, il prend un poste de pasteur et aumônier auprès des étudiants à Mersebourg. En 1978, il devient enseignant au séminaire protestant de Wittemberg et également prédicateur à l’Église de tous les saints (aussi appelée Schlosskirche, « église du château »), celle-là même où Martin Luther avait placardé ses 95 thèses. Enfin, de 1992 jusqu'à sa retraite en décembre 2007, il a été directeur des études de l'Académie protestante de Saxe-Anhalt à Wittemberg. Il était également membre des synodes protestants de Saxe et d'Allemagne de l'Est.

## Engagement politique

### Sous le communisme
Lorsque, en 1968, Alexander Dubček a tenté de réformer le communisme en Tchécoslovaquie lors du Printemps de Prague, Schorlemmer et ses amis ont sympathisé avec ce développement, et ont diffusé des informations à ce sujet. Dans les années 1970 et 1980, Schorlemmer travaille pour des groupes environnementaux, des droits de l'homme et de la paix. Le département « clandestinité politique » du Service de sécurité de l'État (Stasi) le met sous observation. Le 24 septembre 1983, lors de l'Assemblée de l'Église protestante allemande à Wittemberg, il organise une manifestation symbolique au cours de laquelle une épée est transformée en soc de charrue par un forgeron local, Stefan Nau,. Les services de sécurité de l'État n'interviennent pas en raison de la présence du futur président ouest-allemand Richard von Weizsäcker, alors maire de Berlin-Ouest, qui assistait au Congrès en tant que représentant du Conseil de l'Église protestante en Allemagne, et de la présence des médias occidentaux.
En 1988, le groupe pacifiste de Wittenberg dirigé par Schorlemmer présente vingt thèses au Congrès de l'Église à Halle, réclamant plus de liberté.

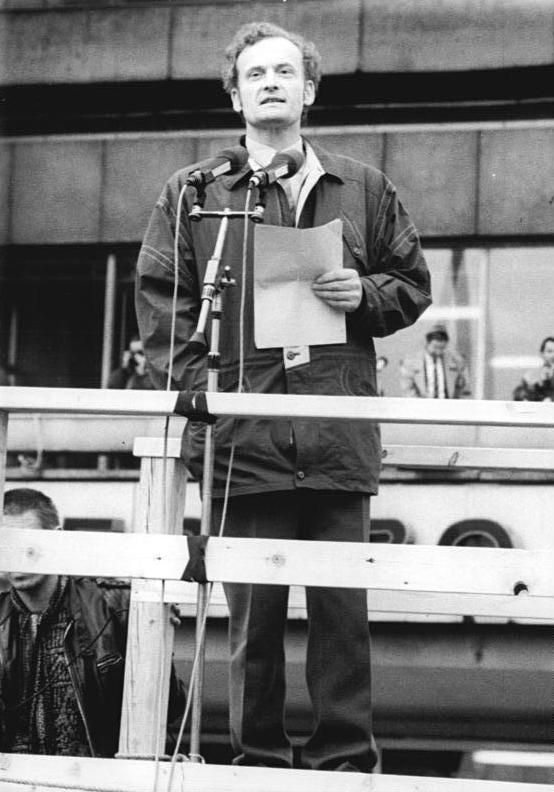
Friedrich Schorlemmer lors de la manifestation sur l'Alexanderplatz, à Berlin, le 4 novembre 1989.

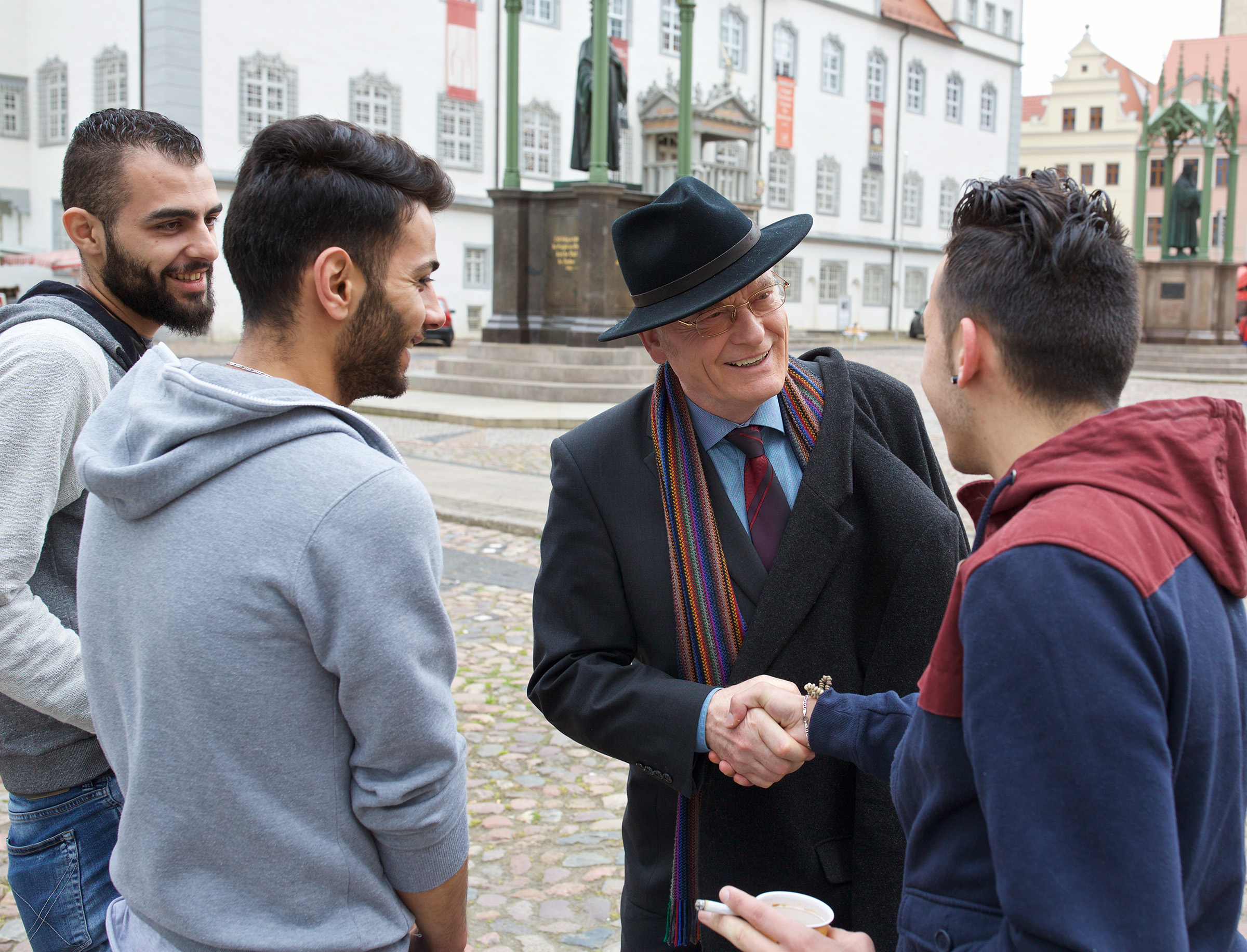
Friedrich Schorlemmer et des réfugiés à Wittenberg, 2016

Le 21 août 1989, Schorlemmer fait partie des fondateurs d'un groupe appelé Democratic Awakening (Demokratischer Aufbruch) à Dresde. Cependant, lorsque ce groupe devient un parti politique en décembre 1989, Wolfgang Schnur (qui s'est avéré plus tard avoir été un collaborateur de la Stasi ) et Rainer Eppelmann se rapprochent de plus en plus de l'Union chrétienne-démocrate, Schorlemmer et quelques autres membres quittent l'organisation. Schorlemmer rejoint les sociaux-démocrates est-allemands au début de 1989.
Le plus grand rassemblement de masse de l'histoire de la RDA a lieu sur l'Alexanderplatz à Berlin-Est le 4 novembre 1989. De nombreux Allemands de l'Est n'étaient plus disposés à accepter la dictature du parti communiste au pouvoir, le Parti socialiste unifié d'Allemagne (SED). C'est une situation dangereuse, avec la possibilité d'un affrontement entre les manifestants et les forces armées. Schorlemmer prend la parole lors de cette manifestation. Il appelle ouvertement au changement et à un nouveau départ, mais il plaide également pour la non-violence.

### Après la chute du mur de Berlin
Après la chute du mur de Berlin le 9 novembre 1989, de nombreuses personnes quittent l'Allemagne de l'Est. Schorlemmer et d'autres publient alors un appel passionné à y rester et à y construire une société nouvelle et surtout meilleure, sous le titre Für unser Land ("Pour notre pays"). Mais la majorité des Allemands de l'Est soutiennent des partis comme la CDU dans « l'Alliance pour l'Allemagne » ( Allianz für Deutschland ), qui milite pour une réunification rapide avec l'Allemagne de l'Ouest. La réunification a eu lieu le 3 octobre 1990.
Schorlemmer reste ensuite engagé politiquement. Il a été le leader du SPD au conseil municipal de Wittenberg de 1990 à 1994. Il est président du Cercle Willy Brandt (Willy-Brandt-Kreis). Il est l'un des rédacteurs en chef de la revue Der Freitag ("Vendredi" ; un hebdomadaire avec une édition quotidienne en ligne) et du mensuel Blätter für deutsche und internationale Politik. En tant que membre du centre allemand de l'association des écrivains PEN International, il cosigne en 2004 une lettre ouverte qui demandait aux intellectuels musulmans de prendre position contre le terrorisme international. Il rejoint la Commission allemande pour l'UNESCO et le BUND, une organisation pour la protection de la nature et de l'environnement. En 2009, il rejoint ATTAC, le réseau des critiques de la mondialisation. Il a également été en 2010 l'un des fondateurs de l'Institut Solidarische Moderne, un groupe de réflexion et une plateforme clairement orientée à gauche visant à développer des concepts et des programmes politiques nouveaux en liaison avec des partis, syndicats ou autres émanations de la société civile.
Friedrich Schorlemmer s'est prononcé contre les guerres en Afghanistan en 2001 et en Irak en 2003,.

### Vie personnelle
Schorlemmer était marié, le couple a eu une fille, Uta. Ils ont vécu à Wittenberg. Son frère cadet était Andreas Schorlemmer, pasteur à Groß Kiesow. Dans les années 1990, il a pris des cours de yoga avec le publiciste Mathias Tietke à Wittenberg, qu'il a plus tard qualifié de « honte pour la Lutherstadt » en raison de ses déclarations d'extrême droite. Après le diagnostic de sa démence en 2022, Schorlemmer se retire du public et vit dans une maison de retraite à Berlin.
Il meurt à Berlin le 9 septembre 2024, à l'âge de 80 ans. Le président Frank-Walter Steinmeier l'a décrit comme un courageux combattant pour la liberté et la démocratie, l'un de ceux qui ont rendu possible la révolution pacifique.

## Distinctions
- Médaille Carl von Ossietzky de la Ligue internationale des droits de l'homme en 1989
- Prix pour la paix des libraires allemands en 1993[20]
- Doctorat honoris causa de l'Université Concordia à Austin (Texas) en 2002
- Ordre du mérite de la République fédérale d'Allemagne en 2009[9].